# Timon
A Timon görög eredetű férfinév, jelentése: tisztelt, megbecsült.

## Gyakorisága
Az 1990-es években szórványos név, a 2000-es években nem szerepel a 100 leggyakoribb férfinév között.

## Névnapok
- április 19.[2]
- május 3.[2]

## Híres Timonok
- Athéni Timon (William Shakespeare egyik drámájának címszereplője)
- Timon, Pumbaa társa Az Oroszlánkirály (1994) című Disney-rajzfilmből.